# 비즈니스 프로세스 자동화
비즈니스 프로세스 자동화(Business process automation, BPA) 또는 비즈니스 자동화는 기술을 기반으로 한 비즈니스 프로세스 자동화이다. 단순화를 위해 비즈니스를 간소화하고, 디지털 혁신을 달성하고, 서비스 품질을 향상하고, 서비스 제공을 개선하거나 비용을 절감할 수 있다. BPA는 애플리케이션 통합, 노동 자원 재구성, 조직 전체의 소프트웨어 애플리케이션 사용으로 구성된다. 로보틱 처리 자동화는 BPA 내에서 새로운 분야이다.

## 적용
도구들의 집합의 정교함은 다양하지만, 자연어 및 비정형 데이터 집합을 이해하고, 인간과 상호 작용하고, 인간 안내 교육 없이 새로운 유형의 문제에 적응할 수 있는 인공 지능 기술을 사용하는 경향이 증가하고 있다.
프로세스를 자동화하려면 정보를 전송하기 위한 데이터 교환 계층과 함께 이러한 시스템/솔루션을 연결하는 커넥터가 필요하다. 프로세스 중심 메시징 서비스는 데이터 교환 계층을 최적화하기 위한 옵션이다. 엔드투엔드 프로세스 워크플로우를 매핑함으로써 프로세스 중심 메시징 플랫폼을 사용하여 개별 플랫폼 간의 통합을 구축할 수 있다.

## 같이 보기
- AI 정렬
- 업무 재설계
- WS-BPEL